# Ouca
Ouca is een plaats (freguesia) in de Portugese gemeente Vagos en telt 1874 inwoners (2001).